# Lobisomem do Acre
O Lobisomem do Acre é uma criatura bípede e com semelhanças ao corpo de um homem, porém,  recoberto de pelo pretos, face assemelhada ao de um lobo, com um olho na testa e outro no meio da barriga e com aproximadamente 3 metros de altura.
Sua aparição foi verificada em julho de 1990 no município de Seringal Sardinha, próximo a cidade de Manoel Urbano, no interior do Acre, quando atacava bezerros na região.
Após uma perseguição de três dias por uma equipe formada por policias, acompanhados pelo vereador local Chico Peres, foram encontraram pegadas redondas enormes, com rastros de garras profundas na terra e restos de outros animais que haviam sido devorados.
Em outro ataque, a criatura tentou levar uma criança as margens da rodovia BR-364, no dia 22 de julho de 1990, mas foi impedida pelo avô da criança. Após esta aparição, a criatura nunca mais foi vista por populares.
A criatura é comparada ao Mapinguari que vive na Floresta Amazônica.